# Saint-Julien-d'Ance
Saint-Julien-d'Ance é uma comuna francesa na região administrativa de Auvérnia-Ródano-Alpes, no departamento de Alto Loire. Estende-se por uma área de 17,23 km². Em 2010 a comuna tinha 255 habitantes (densidade: 14,8 hab./km²).